# بخش لوواچا
بخش لوواچا (به لاتین: Levoča District) یک منطقهٔ مسکونی در اسلواکی است که در منطقه پرشوف واقع شده‌است. بخش لوواچا ۳۵۷ کیلومتر مربع مساحت و ۳۱٬۸۸۰ نفر جمعیت دارد.